# Michal Kozelský
Michal Kozelský (* 12. března 2000, Kavala, Řecko), známý pod přezdívkou MichalPPZ, je slovenský youtuber, herec, trojnásobný držitel Zlaté Klapky. Jeho tvorbu tvoří hlavně pranky, kde se proslavil se sérií Píši textem písní prank, která se stala jednou z nejsledovanějších na YouTube. Také aktivně spolupracuje s tvůrci z různých zemí světa a jako jediný československý youtuber spolupracoval s youtube legendou Tobuscusem. V roce 2016 byl nominován do ceny Videobloger roku a v roce 2017 poprvé účinkoval ve slovenském seriálu Rex. Účinkoval také v seriálu Prázdniny, ve filmu Krátké Jaro, Dlouhá Zima nebo STAND UP. Začátkem roku 2018 podepsal smlouvu s Českou televizí TV Tuty a odstartoval svou vlastní show. V březnu 2018 získal 2x prestižní filmařské ocenění Zlatá Klapka. V roce 2018 se stal také externí součástí časopisu Kamarád. V roce 2018 udělal úplně první živé interview s norskými dvojčaty Marcus & Martinus, kteří měli v březnu koncert ve Vídni. o pár týdnů v Praze ve spolupráci s TV Tuty a časopisem Kamarád s nimi učinil druhé interview. Ke slavným zpěvákům si připsal také rozhovor s anglickými zpěváky Bars and Melody či kanadským Johnnym Orlandem, kteří měli koncert v Bratislavě v srpnu v roce 2018.

## Herectví
Přes léto v roce 2017 přijal pozvání do slovenské verze komisaře Rexe , kde si zahrál epizodní postavu společně s herci jako jsou Lukáš Latinák nebo Juraj Bača. V říjnu si zahrál také v trailleru Lidská tvář od ruského režiséra Andreia Konchalovského. Později i ve filmu americko-slovenské koprodukce STAND UP a ukázal se i ve 4. sérii seriálu Prázdniny. Na kontě má aktuálně velké množství filmů, seriálů, dokumentů a reklam.

### Film
| Rok  | Film     | Žánr     |
| ---- | -------- | -------- |
| 2019 | Stand Up | Komedie  |
| 2017 | The Line | Thriller |
| 2017 | Dubček   | Thriller |

### Televize
| Rok  | Seriál    | Role             | Epizoda      |
| ---- | --------- | ---------------- | ------------ |
| 2019 | Prázdniny | Epizodní postava | 4. série     |
| 2017 | Rex       | Epizodní postava | Mrtvá ze ZOO |

## Ceny a nominace
| Rok  | Ceny              | Kategorie        | Nominované dílo     | Výsledek |
| ---- | ----------------- | ---------------- | ------------------- | -------- |
| 2020 | MEDart            | Televize         | Dokument            | Výhra    |
| 2020 | Zlatá klapka      | Kamera           | Barcelona           | Výhra    |
| 2020 | Zlatá klapka      | Publicistika     | Interview           | Výhra    |
| 2020 | Zlatá klapka      | Moderátor        | Interview           | Výhra    |
| 2020 | Zlatá klapka      | Režie            | Londýn vibe         | Výhra    |
| 2019 | Zlatá Klapka      | Zpravodajství    | Rozhovor - M&M      | Výhra    |
| 2018 | Zlatá klapka      | Kamera           | Pravá tvář Řecka    | Výhra    |
| 2018 | Zlatá klapka      | Publicistika     | Pravá tvář Řecka    | Výhra    |
| 2018 | Czech Blog Awards | Videobloger roku | Michalppz (Youtube) | TOP 5    |
| 2017 | Czech Blog Awards | Videobloger roku | Michalppz (Youtube) | TOP 5    |
| 2016 | Youtube Awards    | Objev roku       | Michalppz (Youtube) | Výhra    |